# Château des comtes de Modica
Le château des comtes Modica (ou château d'Alcamo) est un château médiéval situé dans le centre-ville d'Alcamo, dans la province de Trapani, en Sicile.

## Histoire

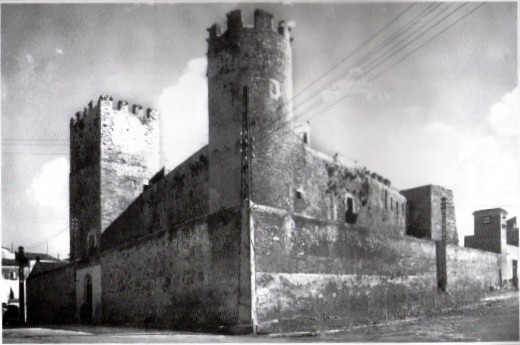
Une vieille photo du château d'Alcamo utilisé alors comme prison.

En 1340, le roi Pierre II de Sicile donne à Raimondo Peralta terram Alcami et prefatum castrum Bonifati, sans aucune mention du château ; cité pour la première fois, dans un diplôme daté de 1391. Dans ce document, le roi Martin Ier confirme à Enrico Vintimille la concession faite à son père, Guarnerio, par le roi Frederic III de la terra e lu Castellu di Alcamu.
La construction du château est commencée par la famille Peralta vers 1340 et terminée en 1350, sous les feudataires Enrico et Federico Chiaramonte. C'est  un manoir et une structure défensive jusqu'au XVIe siècle. Cantonnant 30 compagnies de soldats équipés de munitions et de vivres, il peut résister pendant un mois et demi.
En 1392, le roi Martin Ier et son épouse sont hébergés dans le château après la défaite des Chiaramontes et le 1er septembre 1535,, l'empereur Charles V, au retour de sa victoire de Tunis, loge dans l'une de ses tours avec sa cour et l'infante Éléonore de Naples.
Entre 1410 et 1812, le château a appartenu à la famille Cabrera, comtes de Modica desquels provient son nom.
En 1534, le château est attaqué par le pirate islamique Barberousse.
Après la mort de la dernière comtesse de Modica au début des années 1800, le château est acheté aux enchères par la famille Stuart.
Depuis 1828, à la suite d'une condamnation du Tribunal de Trapani, la municipalité d'Alcamo entre en possession du château qui devient en partie le siège des bureaux municipaux, d'une prison et d'une écurie,.
En 1870, il est restauré. Les dernières restaurations réalisées entre 2000 et 2010 permettent son utilisation comme siège du Musée Ethnographique et de la conservation du Stock Historique des Vins Millésimes Régionaux.
| - Fenêtre à double lancette avant sa restauration (1967) - La même fenêtre après sa restauration (2015) |

## Description
Le château est de forme rhomboïdale avec une cour  rectangulaire avec aux angles quatre tours crénelées (deux carrées et deux circulaires).
Chacune a une fonction particulière, à savoir :
- Sur la place et sur la plus haute (appelée « la tour principale ») étaient torturés les prisonniers[3] ;
- celle carrée et la plus basse étaient réservées aux sentinelles[3].
- l'une des tours circulaires servait à accueillir des invités de marque[1],[3].

Sur les côtés du château se trouvent des fenêtres à double et triple lancette d'origine gothique-catalane. À l'origine, le château comportait trois portes, placées sur les côtés sud, ouest et nord et était délimité par des murs le protégeant  des machines de guerre.
Sous le château se trouveraient des geôles qui servaient entre la fin du XIVe  et le  XVIIIe siècle pour l'emprisonnement des rois du château.

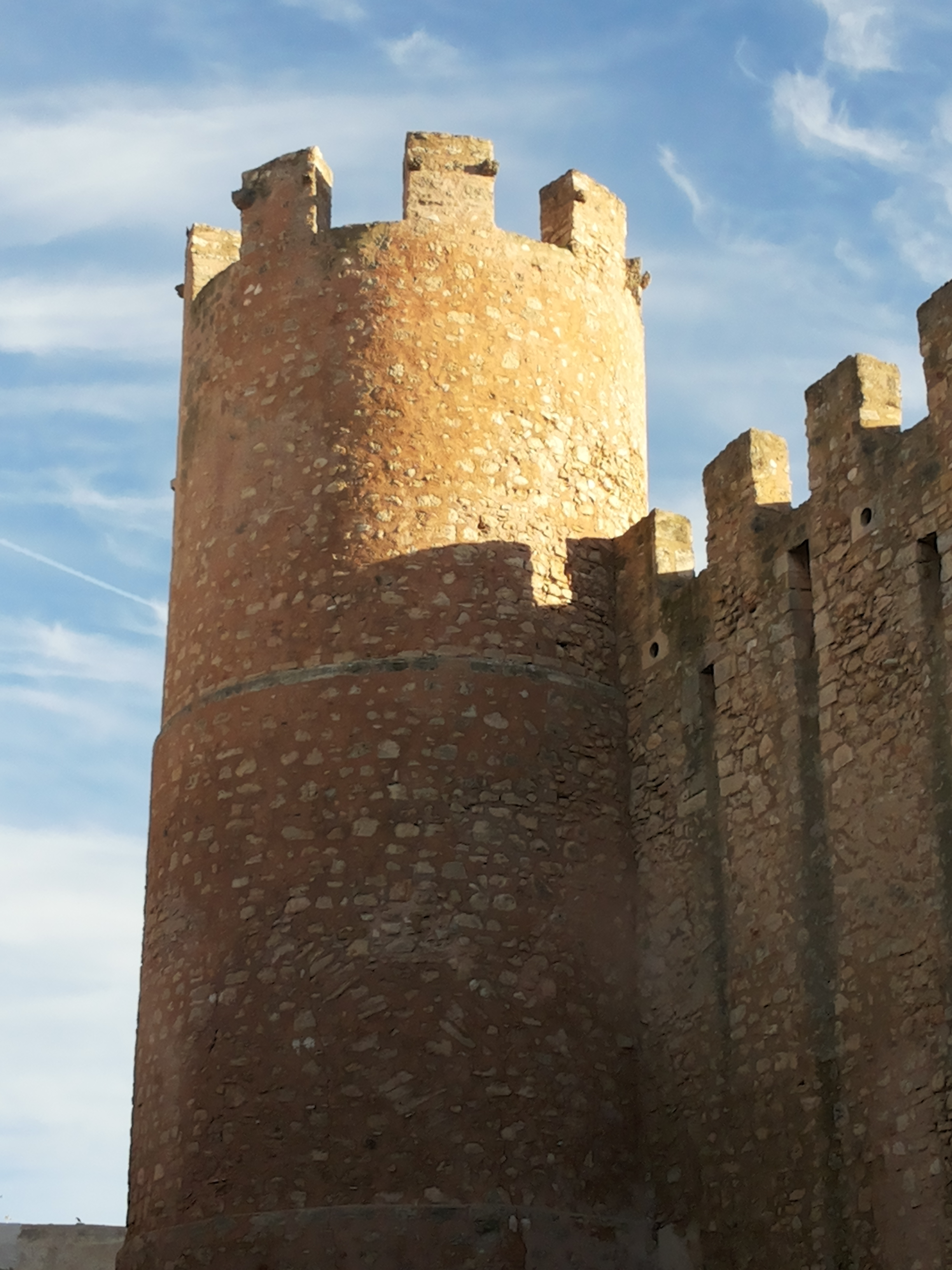
Tour circulaire au nord-est.
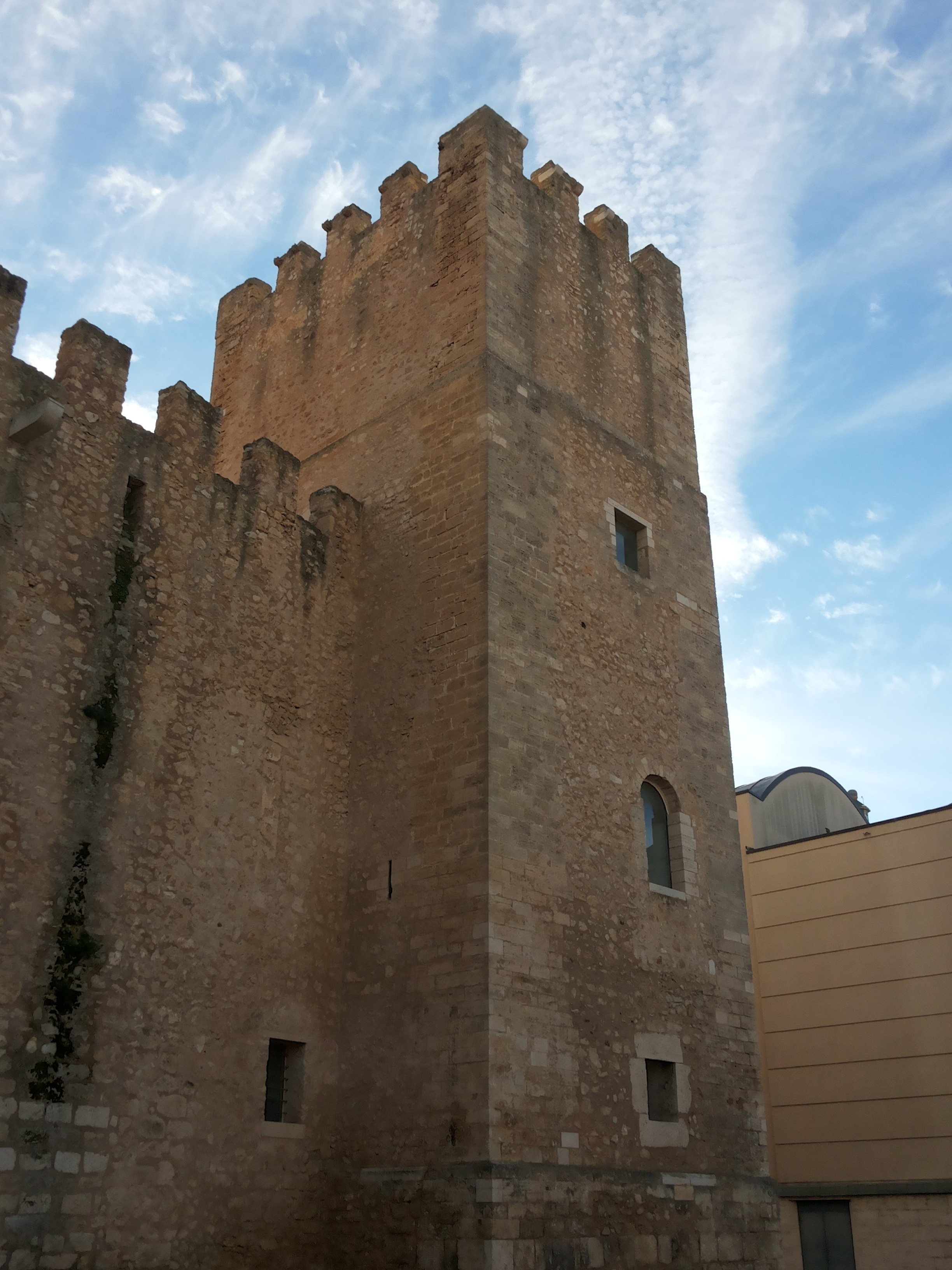
Tour carrée au nord-ouest.
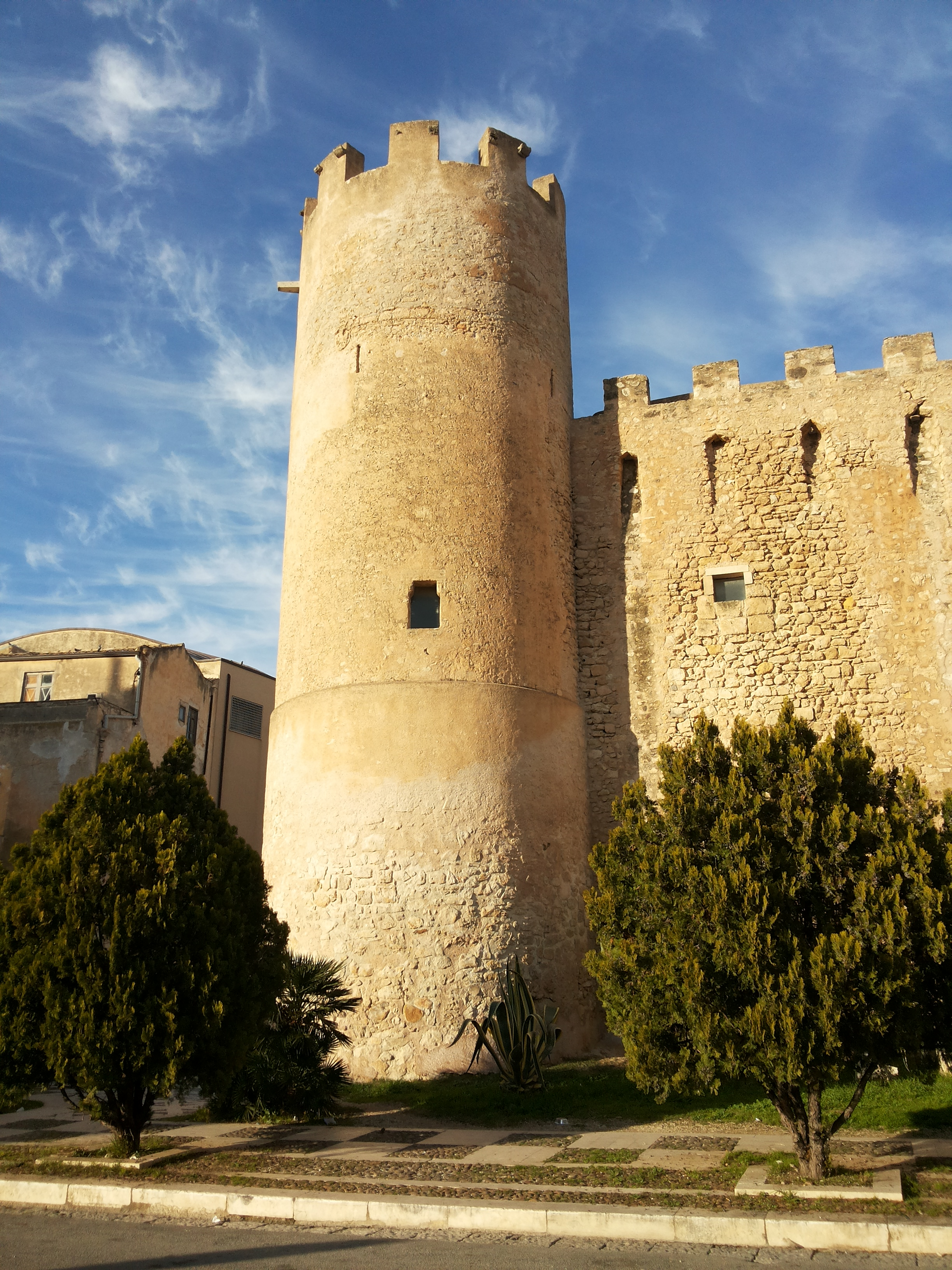
Tour circulaire au sud-ouest.
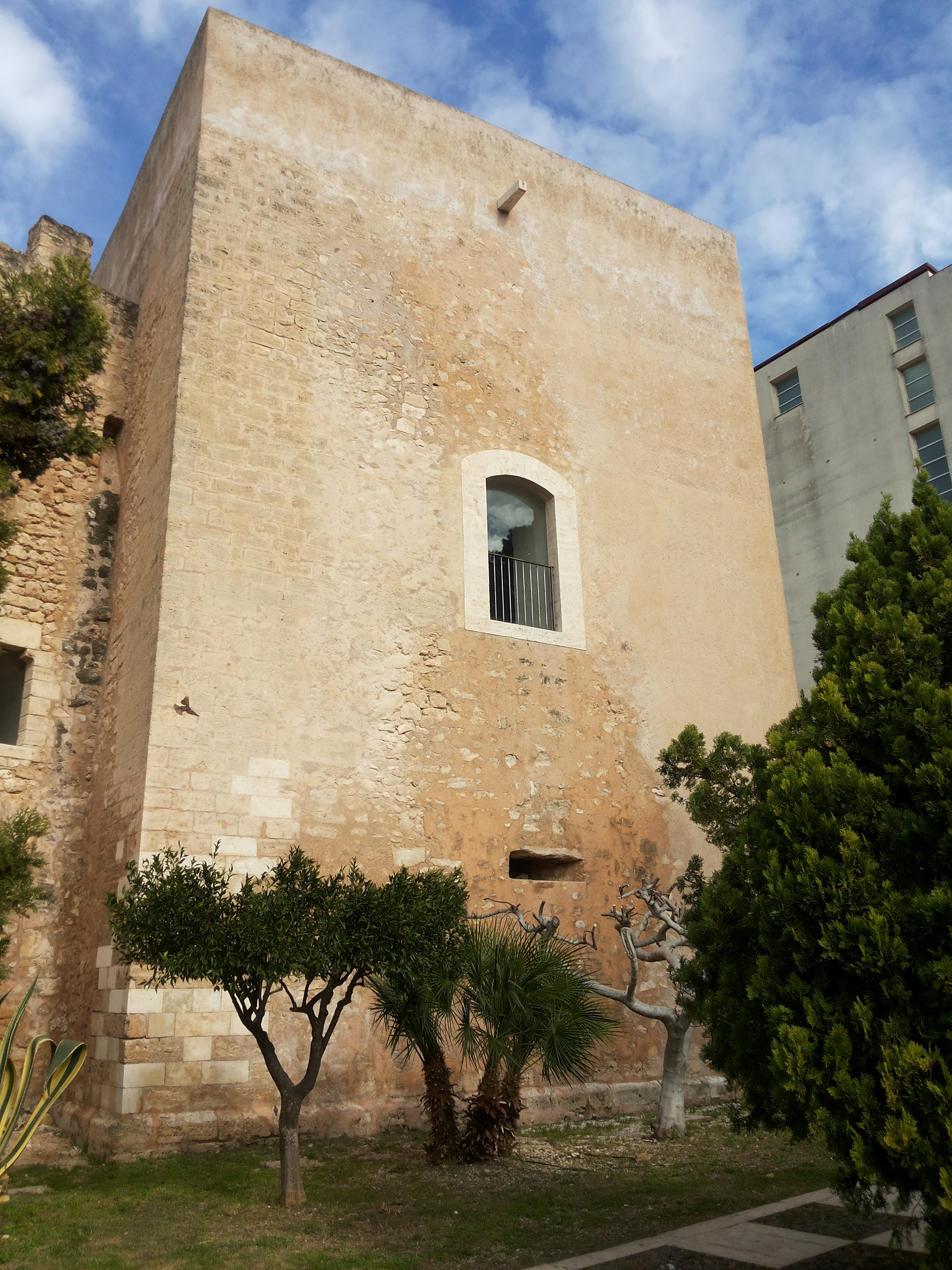
Tour carrée au sud-est.

## Voir également
- Alcamo
- Château de Calatubo (it)
- Château des Vintimille (Alcamo) (it)